# Julien Vermote
Julien Vermote (Courtrai, 26 luglio 1989) è un ciclista su strada belga che corre per il Team Visma-Lease a Bike; professionista dal 2011, ha vinto la Tre Giorni delle Fiandre Occidentali 2012.

## Palmarès
- 2006 (Juniores)

Flanders-Europe Classic
- 2007 (Juniores)

Neeroeteren
Prologo Ster van Zuid-Limburg (cronometro)
Flanders-Europe Classic
Classifica generale Sint-Martinusprijs Kontich
Ledegem-Kemmel-Ledegem
1ª tappa Keizer der Juniores
- 2008 (Beveren 2000, tre vittorie)

2ª tappa, 1ª semitappa Le Triptyque des Monts et Châteaux (Lessines, cronometro)
2ª tappa Tweedaagse van de Gaverstreek
Zillebeke-Westouter-Zillebeke
- 2009 (Beveren 2000, tre vittorie)

Trofee van Haspengouw
2ª tappa Tour du Haut-Anjou (Azé, cronometro)
Campionati belgi, Prova a cronometro Under-23
- 2010 (Beveren 2000, due vittorie)

Bruxelles-Opwijk
Campionato provinciale West-Vlaanderen, Prova a cronometro Under-23
- 2012 (Omega Pharma-Quickstep, una vittoria)

Classifica generale Tre Giorni delle Fiandre Occidentali
- 2014 (Omega Pharma-Quickstep, una vittoria)

7ª tappa Tour of Britain (Camberley > Brighton)
- 2016 (Etixx-Quick Step, una vittoria)

2ª tappa Tour of Britain (Carlisle > Kendal)

### Altri successi
- 2006 (Juniores)

Classifica giovani Int. Junioren Driedaagse van Axel
- 2012 (Omega Pharma-Quickstep)

Classifica giovani Tre Giorni delle Fiandre Occidentali
- 2013 (Omega Pharma-Quickstep)

Grote Prijs Briek Schotte (criterium)
- 2016 (Etixx-Quick Step)

Campionati del mondo, Cronosquadre
- 2023

Vedettencriterium / Electro Gevaert Gabriel

## Piazzamenti

### Grandi Giri
- Giro d'Italia

2012: 89º
2013: 132º
2014: 88º
- Tour de France

2015: 116º
2016: 114º
2017: 139º
2018: 75º

### Classiche monumento
- Milano-Sanremo

2015: 68º
2016: ritirato
2017: 176º
2018: 38º
2024: 137º
- Giro delle Fiandre

2017: 35º
2018: 41º
2019: 52º
2020: ritirato
2022: 97º
- Parigi-Roubaix

2017: 98º
2018: ritirato
2019: 85º
2022: ritirato
2024: 52º
2025: 69º
- Liegi-Bastogne-Liegi

2011: ritirato
2013: 99º
2015: ritirato
2016: 124º
2024: ritirato
2025: ritirato
- Giro di Lombardia

2018: ritirato

### Competizioni mondiali
- Campionati del mondo su strada

Spa 2006 - Cronometro Juniors: 43º
Aguascalientes 2007 - Cronometro Juniors: 14º
Aguascalientes 2007 - In linea Juniors: 28º
Mendrisio 2009 - Cronometro Under-23: 53º
Geelong 2010 - In linea Under-23: 59º
Ponferrada 2014 - Cronosquadre: 3º
Doha 2016 - Cronosquadre: vincitore
Bergen 2017 - Cronosquadre: 4º
Bergen 2017 - In linea Elite: ritirato